# Tinh thể

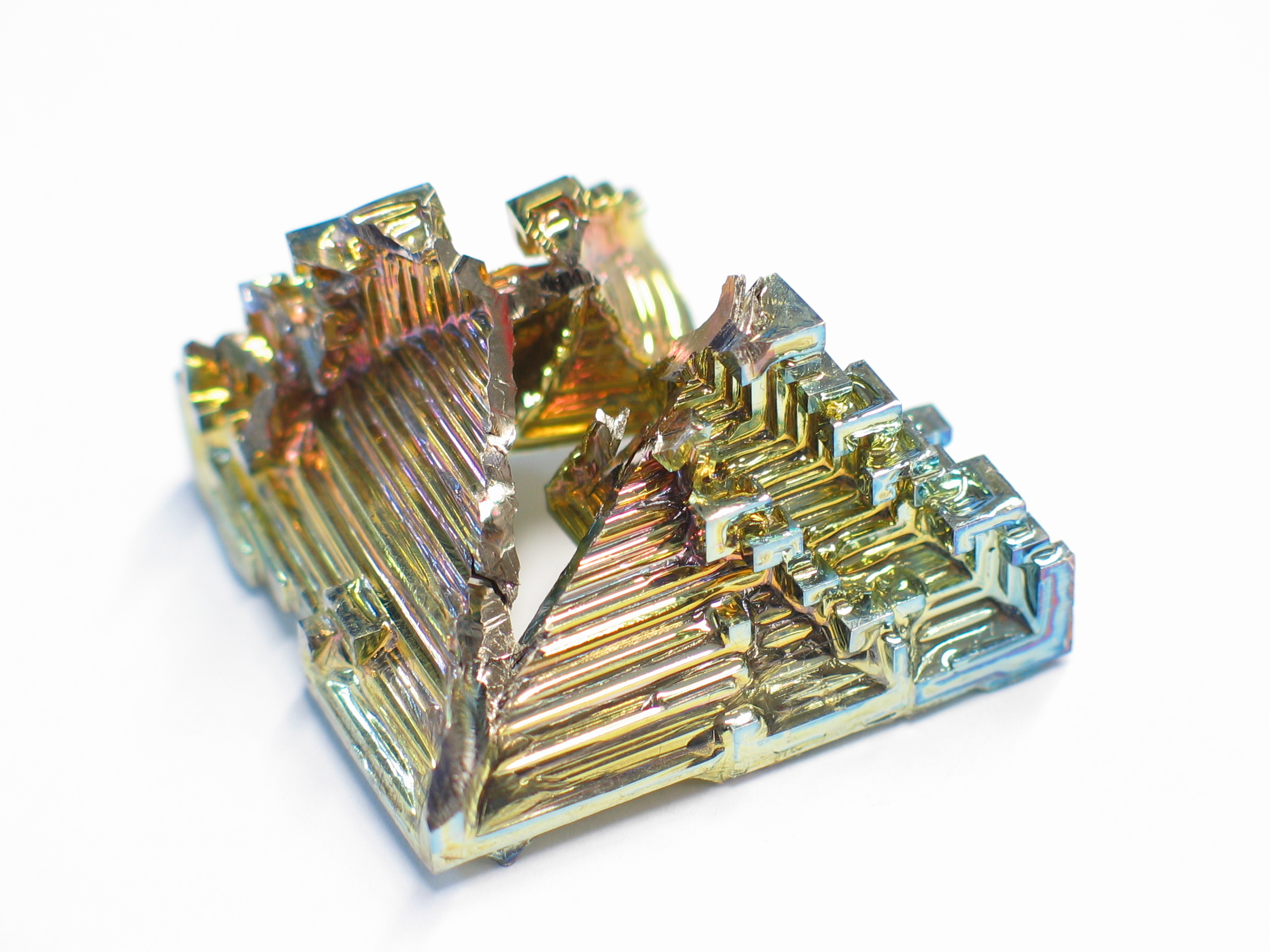
Tinh thể bismuth được tổng hợp nhân tạo.

Tinh thể là những vật thể cấu tạo bởi các nguyên tử, ion, hoặc phân tử có ảnh hưởng nhiễu xạ chủ yếu là gián đoạn.
Ví dụ: muối ăn, đường, tuyết và một số kim loại là các vật liệu ở dạng tinh thể. Cấu trúc tinh thể là cấu trúc có tính tuần hoàn, gọi là cấu trúc trật tự kéo dài. Cấu trúc và tính chất vật lý của các tinh thể có thể không đối xứng theo các hướng trong không gian.
Các vật thể rắn trong thiên nhiên hầu hết đều có cấu trúc tinh thể. Thể khí, thể lỏng và các vật chất phi tinh thể (như chất rắn vô định hình) trong một số điều kiện thích hợp cũng có thể chuyển biến thành tinh thể (ví dụ tinh thể lỏng).
Tinh thể hình thành nhờ quá trình kết tinh.

## Đặc trưng
- Đồng chất: các vị trí khác nhau trong tinh thể có tính chất vật lý và hóa học giống nhau;
- Dị hướng: các phương hướng khác nhau có tính chất vật lý và hóa học khác nhau;
- Có thể tự hình thành lên các thể đa diện;
- Có nhiệt độ nóng chảy xác định;
- Có tính đối xứng;
- Gây ra hiệu ứng nhiễu xạ đối với tia X và chùm tia điện tử.

## Các mạng tinh thể cơ bản (Mạng Bravais)
Người ta phân chia các mạng tinh thể thành 7 kiểu cơ bản, gọi là mạng Bravais, trong mỗi kiểu cơ bản có nhiều kiểu cụ thể khác nhau, theo liệt kê ở bảng dưới đây
| Các hệ tinh thể                                  | Các mạng Bravais      | Các mạng Bravais    | Các mạng Bravais    | Các mạng Bravais   |
| Tam tà (Ba nghiêng)                              | P                     |                     |                     |                    |
| Tam tà (Ba nghiêng)                              | Tam tà                |                     |                     |                    |
| Đơn tà (Đơn nghiêng)                             | P                     | C                   |                     |                    |
| Đơn tà (Đơn nghiêng)                             | Đơn tà, kiểu đơn giản | Đơn tà tâm đáy      |                     |                    |
| Trực thoi (Trực thoi)                            | P                     | C                   | I                   | F                  |
| Trực thoi (Trực thoi)                            | Trực giao đơn giản    | Trực giao tâm đáy   | Trực giao tâm khối  | Trực giao tâm diện |
| Bốn phương                                       | P                     | I                   |                     |                    |
| Bốn phương                                       | Tức giác đơn giản     | Tứ giác tâm khối    |                     |                    |
| Mặt thoi (Ba phương) (Rhombohedral hay trigonal) | P                     |                     |                     |                    |
| Mặt thoi (Ba phương) (Rhombohedral hay trigonal) | Trực thoi             |                     |                     |                    |
| Lục phương                                       | P                     |                     |                     |                    |
| Lục phương                                       | Lục giác              |                     |                     |                    |
| Lập phương                                       | P                     | I                   | F                   |                    |
| Lập phương                                       | Lập phương đơn giản   | Lập phương tâm khối | Lập phương tâm diện |                    |

## Kết tinh
Sự kết tinh là một quá trình tự nhiên hoặc nhân tạo, sau quá trình này sẽ hình thành các tinh thể rắn kết tủa từ dung dịch. Kết tinh cũng là một kỹ thuật tách chất lỏng hóa chất rắn, trong đó sẽ xảy ra quá trình chuyển đổi chất tan trong dung dịch lỏng vào trong pha rắn mà ở đó tinh thể hình thành ở dạng tinh sạch nhất.
Sự kết tinh trải qua hai giai đoạn chính, hình thành mầm tinh thể và sự phát triển của mạng tinh thể.
Tạo mầm là bước mà các phân tử chất tan phân tán trong dung môi bắt đầu tập hợp thành cụm.